# Christian Cole (advogado)

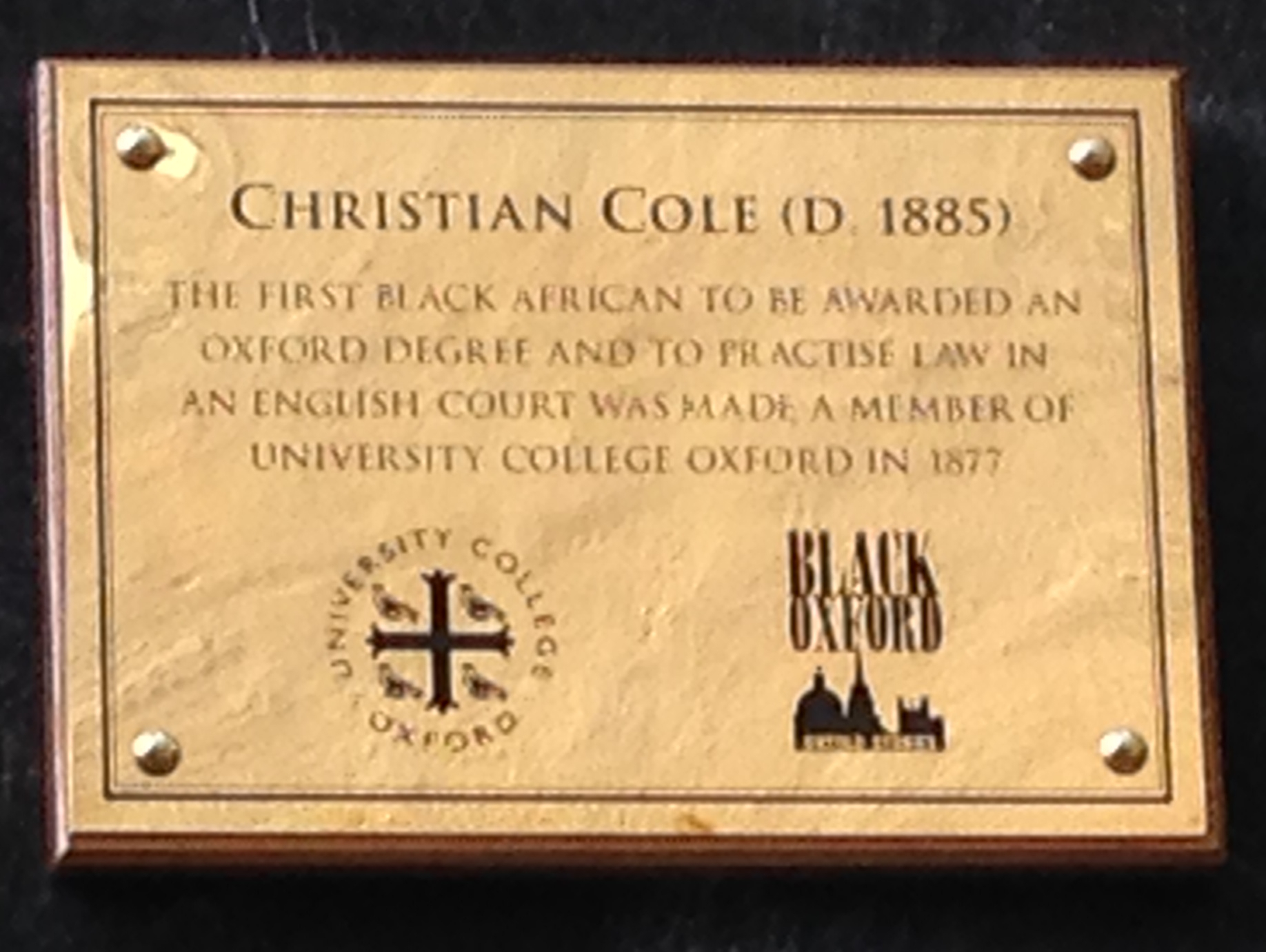
Placa em homenagem a Christian Cole em Logic Lane.

Christian Frederick Cole (1852-1885) foi um advogado crioulo originário da Serra Leoa e o primeiro advogado africano a trabalhar nos tribunais ingleses. Originalmente da Serra Leoa, então uma colônia britânica, ele foi o primeiro negro a se formar na Universidade de Oxford, onde estudou como estudante não-colegiado e, em seguida, no University College.

## Biografia
Christian Cole era neto de uma escrava e filho adotivo do reverendo James Cole de Waterloo. Antes de seus estudos em Oxford, ele foi educado no Fourah Bay College em Freetown.
Ele se matriculou em Oxford como aluno não-colegial com a Delegacy of Unattached Students (atual St Catherine's College) em 1873, estudando estudos clássicos. Seus colegas estudantes incluíam o imperialista Cecil Rhodes e o autor Oscar Wilde.
Com pouco dinheiro, Cole pagou as despesas da faculdade ensinando Responsions, um dos exames de qualificação para diplomas de Oxford, e suas aulas eram supostamente populares. Ele também dava aulas de música: um desenho da época o retrata tocando um banjo. A popularidade de Cole na faculdade é indicada pelo fato de que, quando seu tio morreu e sua situação financeira piorou, seus colegas estudantes e o então mestre da University College, George Bradley, o ajudaram financeiramente.
Apesar de seus problemas financeiros e das desvantagens de não estar vinculado a uma faculdade, ele se formou em 1876 com um diploma de quarta classe [4] e em novembro daquele ano foi aceito como membro do University College, cargo que ocupou até abril de 1880. Sua presença atraiu muita atenção, com parte da imprensa à época retratando-o com estereótipos raciais. Seus sentimentos sobre essas reações são sugeridos por seus escritos anti-racistas. Ele ainda teve um papel muito ativo na vida da faculdade, incluindo dando palestras na Oxford Union. De acordo com a biógrafa Michèle Mendelssohn, o abolicionista estadunidense Col. Thomas Wentworth Higginson descreveu Cole como “um jovem muito negro da África”. "King Cole" foi o nome que Higginson ouvia os alunos chamarem-no.
Ao deixar Oxford em 1880, voltou para a Serra Leoa, mas não encontrou emprego. Então, voltou para a Inglaterra para trabalhar como advogado. Ele foi aceito pelo Inner Temple em 1883, tornando-se assim o primeiro africano negro a trabalhar nas cortes inglesas. Mais tarde, ele foi para Zanzibar para continuar sua carreira como advogado.

Ele morreu de varíola em 1885, aos 33 anos. Em 14 de outubro de 2017, Roberts e Crewe compilaram uma placa em homenagem a Cole na parede externa da University College, em Logic Lane, em frente à biblioteca de direito da faculdade.